# مناديل الوجه

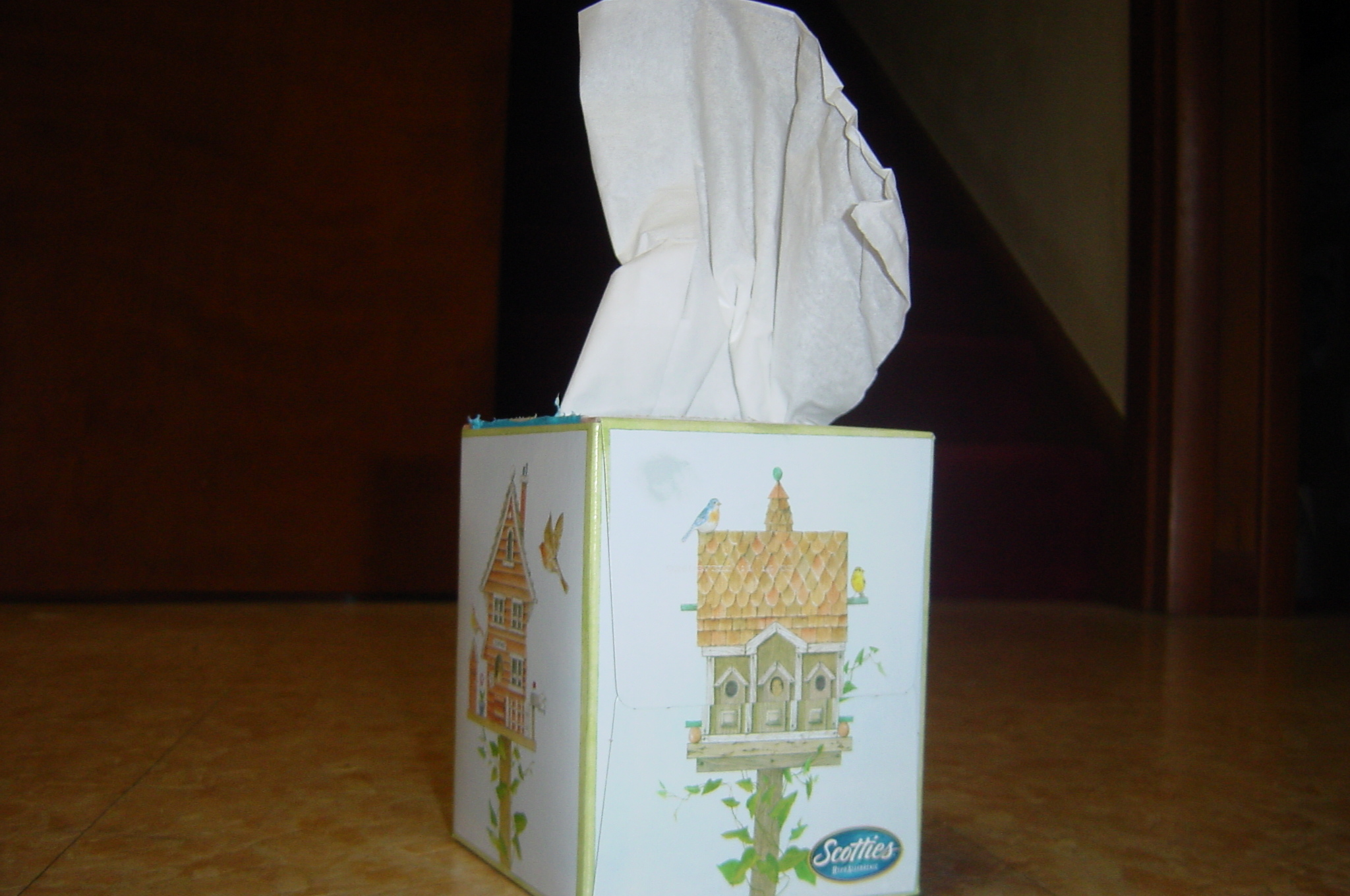
علبة مناديل الوجه

المحارم الورقية أو مناديل الوجه هي منتجات معينة من الورق الطري الناعم الممتص الممكن استخدامها على الوجه، أنها بدائل يمكن الاستغناء عنها بعكس المناديل المنزلية القديمة، الشروط عادة تستخدم للعودة إلى نوع المحارم الورقية، تباع عادة على شكل علب أو صناديق، صمم خصيصا لتحمل طرد المخاط ألانفي من الأنف، أيضا ممكن أن تعود على أشكال أخرى من المحارم الورقية مثل المحارم المعطرة والمناديل، يطلق عليها عادة بالمناديل الورقية، أو كما يطلق عليها في كندا والولايات المتحدة الامريكية بالكلينيكس وهي علامة تجارية عامه قامت بإشهار المنتج واستخداماته.

## التاريخ

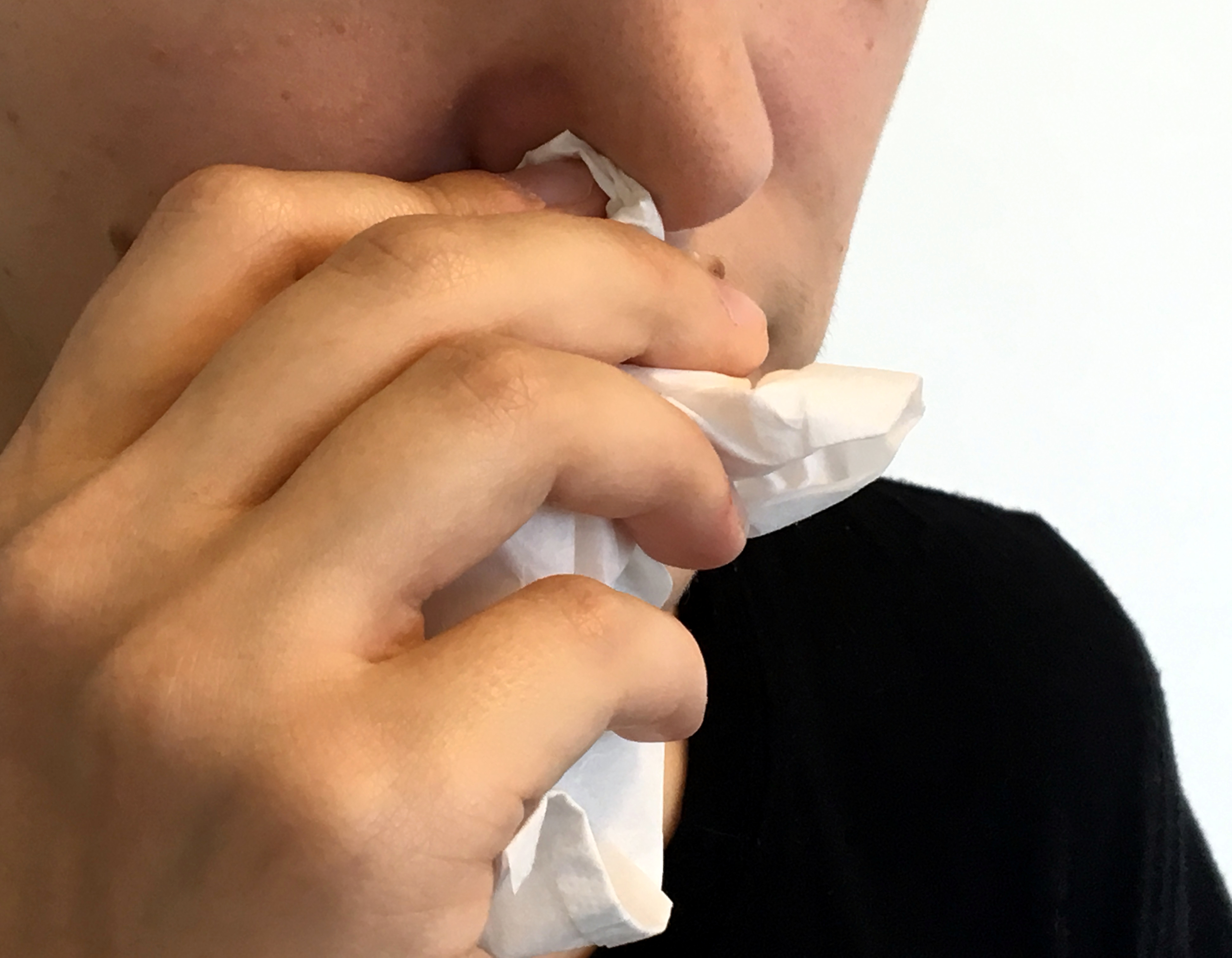

المحارم الورقية كانت تستخدم في اليابان منذ قرون، بصيغة (washi)وهي كلمه يابانيه تعني المحارم اليابانية، كما وصف في القرن السابع عشر في بعثة هاسيكورا، انهم يفرغون أنوفهم في اوراق ناعمة حريرية ولا تستخدم مرتين،  ثم يرمونها على الأرض وهم في غاية الرضى.

## الصناعة
محارم الوجه والمناديل تم تصنيعهم من أخف أوزان المحارم الورقية، السطح عادة مصنع بنعومة عن طريق التقويم الخفيف، أنواع الورق هذه تحتوي على 2-3 طية، وبسبب المتطلبات العاليه المحارم الاساسية مصنعه من اللب الكيميائي، ولكن أيضا امكانية احتوائها على عدد من الالياف المدورة. المحارم الورقية ممكن ان تعامل أو يضاف لها المطريات، الكريمات وايضا العطور للحصول على الخصائص الصحيحه "الإحساس"أو المشاعر، المناديل ومحارم الوجه عند تجهيزها تطوى وتضع في الجيب، في علبها، أو علبة مناديل خاصه بها.